# Rhyneptesicus nasutus
Rhyneptesicus nasutus é uma espécie de morcego da família Vespertilionidae. Pode ser encontrada na Península Arábica (Arábia Saudita, Omã e Iêmen), Iraque, Irã, Afeganistão e Paquistão.